# Condado de Knox (Tennessee)
O Condado de Knox (em inglês:  Knox County) é um dos 95 condados do estado americano do Tennessee. A sede e maior cidade do condado é Knoxville. Foi fundado em 11 de junho de 1792.
O condado possui uma área de 1 362 km², dos quais 1 316 km² estão cobertos por terra e 46 km² por água, uma população de 432 226 habitantes, e uma densidade populacional de 328,4 hab/km² (segundo o censo nacional de 2010). É o terceiro condado mais populoso do Tennessee.